# Didymophysa
Didymophysa é um género botânico pertencente à família Brassicaceae.